# 安達站 (福島縣)
安達車站（日语：／ Adachi eki */?）是一由東日本旅客鐵道（JR東日本）所經營的鐵路車站，位於日本福島縣二本松市油井字古屋敷，是東北本線沿線的車站之一。安達車站是一個由JR東日本委託子公司東北綜合服務（東北総合サービス）經營的業務委託車站，實際站務管理單位為隔鄰的二本松車站，也是仙台分社下轄的車站之一。

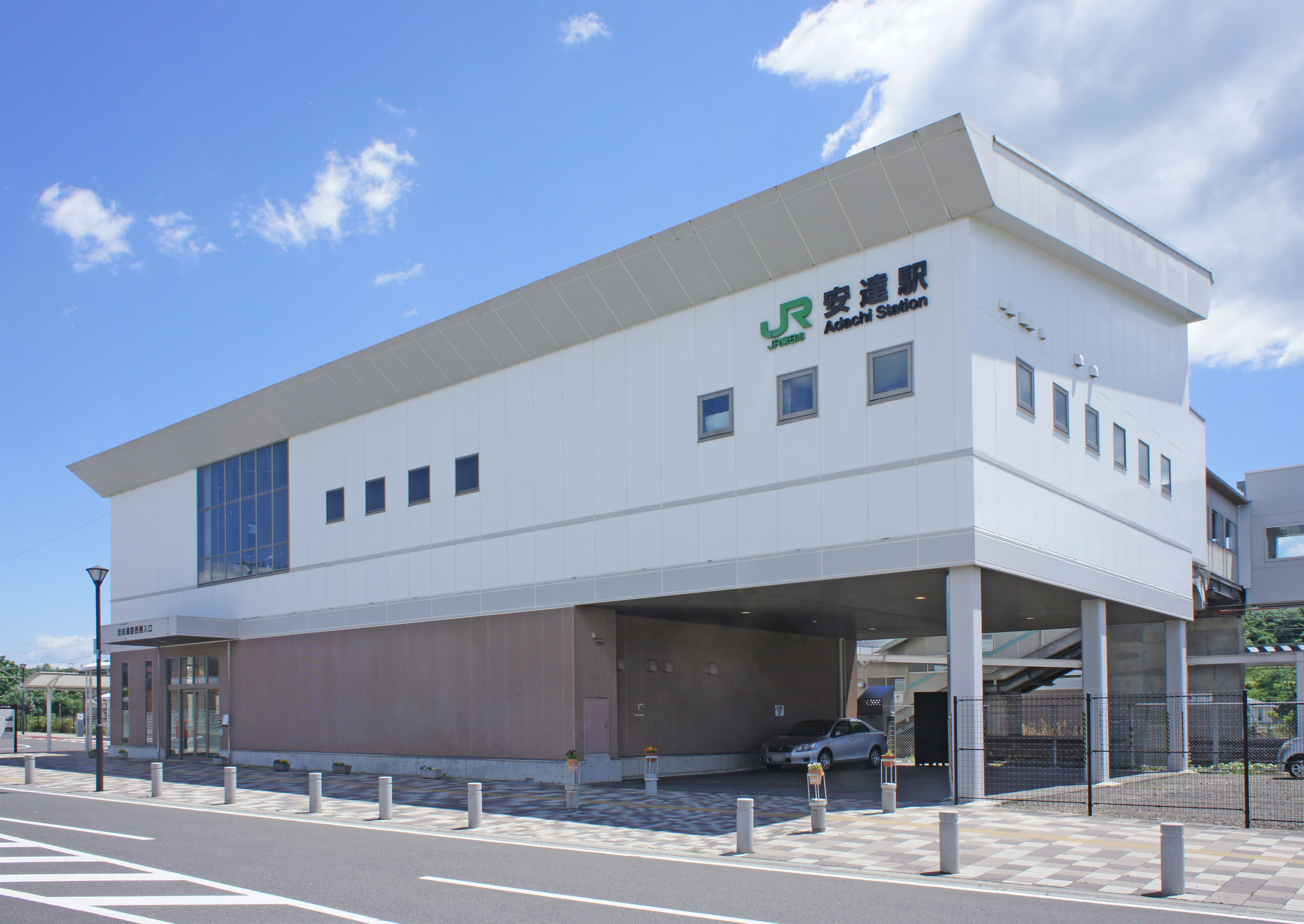
西口（2022年5月）

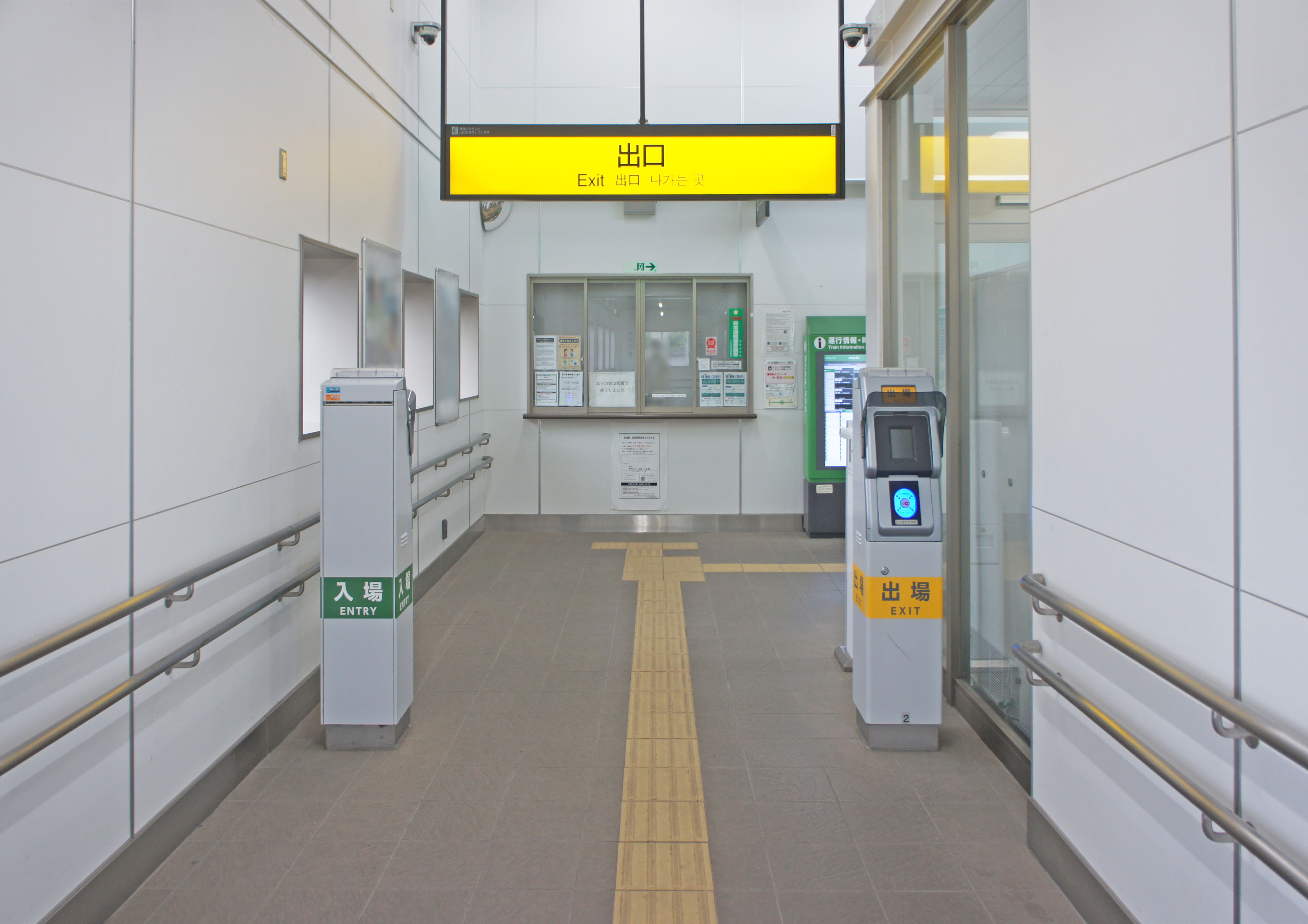
檢票口（2022年5月）

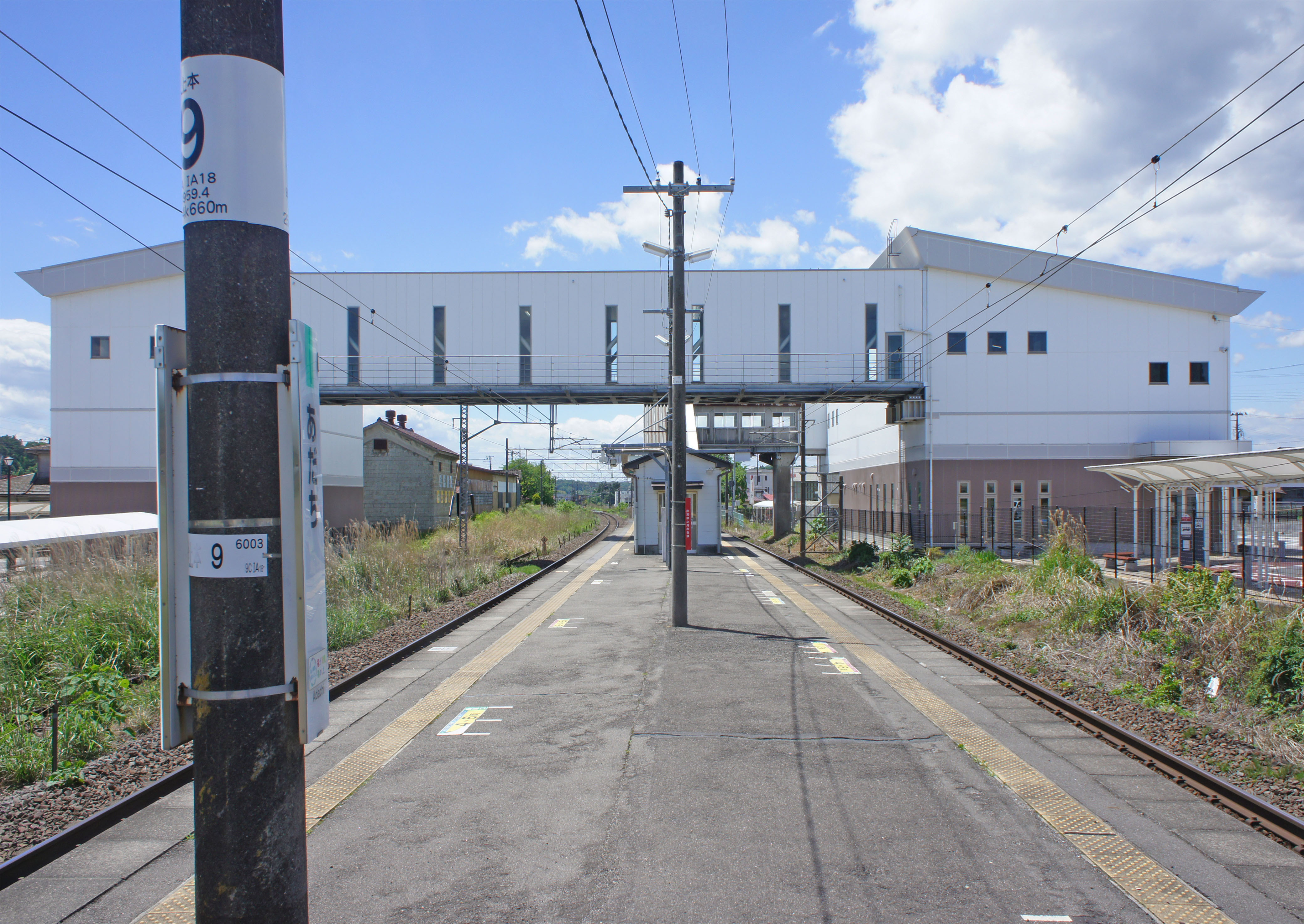
月台（2022年5月）

## 車站結構
島式月台1面2線的地面車站。站舍與月台曾經以跨線天橋連接，直至2016年1月改建為跨站式站房後設置了自由通道。

### 月台配置
| 月台 | 路線      | 方向 | 目的地   |
| ---- | --------- | ---- | -------- |
| 1    | ■東北本線 | 下行 | 福島方向 |
| 2    | ■東北本線 | 上行 | 郡山方向 |

## 相鄰車站
東日本旅客鐵道
■東北本線
二本松－安達－松川

## 脚注
1. ↑  . 交通新聞 (交通新聞社). 2016-01-27.

## 外部連結
- （日語）安達車站（JR東日本）（页面存档备份，存于）